# Evolocumab
Evolocumab  (tên thương mại Repatha) là một kháng thể đơn dòng được thiết kế để điều trị bệnh mỡ máu cao.
Evolocumab là một kháng thể đơn dòng hoàn toàn ở người, có tác dụng ức chế proprotein convertase subtilisin/kexin type 9 (PCSK9). PCSK9 là một protein nhắm vào các thụ thể LDL cho sự thoái hóa và do đó làm giảm khả năng của gan để loại bỏ LDL-C, hoặc cholesterol "xấu" ra khỏi máu.
Trong năm 2015, chi phí khoảng US $ 14.100 mỗi năm. Một bài báo đã tính toán khoảng 400.000 đến 500.000 đô la mỗi năm trong vòng đời được điều chỉnh chất lượng (QALY), không đáp ứng các ngưỡng lợi ích chi phí "thường được chấp nhận". Các tác giả tính toán rằng chi phí hàng năm là 4.500 đô la sẽ đáp ứng mức 100.000 đô la cho mỗi tiêu chuẩn QALY chấp nhận được. Nó được thực hiện bởi Amgen. Vào ngày 26 tháng 10 năm 2018 Amgen tuyên bố giảm 60% giá và loại thuốc này hiện có giá $ 5,850 mỗi năm.

## Cơ chế
Evolocumab được thiết kế để liên kết với PCSK9 và ức chế PCSK9 liên kết với các thụ thể LDL trên bề mặt gan. Khi không có PCSK9, có nhiều thụ thể LDL trên bề mặt tế bào gan để loại bỏ LDL-C ra khỏi máu.

## Lịch sử
Amgen đã nộp đơn xin giấy phép sinh học (BLA) cho evolocumab cho FDA vào tháng 8 năm 2014. FDA đã phê duyệt tiêm evolocumab vào ngày 27 tháng 8 năm 2015, đối với một số bệnh nhân không thể kiểm soát được cholesterol LDL của họ với các lựa chọn điều trị hiện tại. Ủy ban Châu Âu đã phê duyệt vào tháng 7 năm 2015. Evolocumab đã nhận được sự chấp thuận từ Bộ Y tế Canada vào ngày 10 tháng 9 năm 2015. Amgen đã báo cáo sự chấp thuận của Health Canada trong thông cáo báo chí vào ngày 15 tháng 9 năm 2015.
Regeneron Pharmaceuticals và Amgen từng nộp đơn xin bảo hộ bằng sáng chế về kháng thể đơn dòng của họ chống lại PCSK9 và các công ty đã kết thúc vụ kiện bằng sáng chế ở Hoa Kỳ vào tháng 3 năm 2016, một tòa án quận đã phát hiện ra rằng alirocumab của Regeneron đã vi phạm bằng sáng chế của Amgen; Amgen sau đó đã yêu cầu một lệnh cấm cấm Regeneron và Sanofi khỏi tiếp thị alirocumab, được cấp vào tháng 1 năm 2017. Thẩm phán đã cho Regeneron và Sanofi 30 ngày để kháng cáo trước khi lệnh cấm có hiệu lực.
Kết quả của thử nghiệm FOURIER đã được công bố vào tháng 3 năm 2017.